# Raimund Lutz
Raimund Lutz (* 1950) ist ein deutscher Jurist und einer der Vizepräsidenten des Europäischen Patentamts.

## Biographie
Nach dem Abschluss seiner juristischen Ausbildung war Lutz zunächst als Richter und Staatsanwalt in München tätig. 1986 wurde er für knapp 3 Jahre an das Bundesministerium der Justiz abgeordnet, wo er dem Bereich des Patent- und Markenrechts zugewiesen wurde. Ab Januar 1989 war Lutz in leitender Position im Deutschen Patentamt eingesetzt. 
Im Herbst 1999 wechselte er an das Bundesministerium der Justiz, wo er zunächst Leiter des Referats für Patent- und Geschmacksmusterrecht und ab Februar 2000 Leiter der Unterabteilung für den Schutz des geistigen Eigentums war.  Am 24. April 2006 wurde Lutz zum Präsidenten des Bundespatentgerichts ernannt. Er übernahm zugleich den Vorsitz des 1. Senats (Nichtigkeitssenat). Aus dem Amt schied er mit Ablauf des Jahres 2010 aus.
Seit 2005 war Lutz zudem Präsidiumsmitglied des Verwaltungsrats der Europäischen Patentorganisation. Zum 1. Januar 2011 wurde er zu dessen Vizepräsidenten ernannt, er leitete die Generaldirektion Recht/Internationale Angelegenheiten. Sein Nachfolger wurde mit Wirkung vom 1. Januar 2019 der bisherige Unterabteilungsleiter beim Bundesministerium der Justiz und für Verbraucherschutz Christoph Ernst.
Lutz ist verheiratet und hat zwei Kinder.

## Nachweise
1. ↑  Pressemitteilung des Bundesministeriums der Justiz vom 24. April 2006 (Seite nicht mehr abrufbar, festgestellt im Mai 2019. Suche in Webarchiven)  Info: Der Link wurde automatisch als defekt markiert. Bitte prüfe den Link gemäß Anleitung und entferne dann diesen Hinweis.
2. ↑  Pressemitteilung des Bundespatentgerichts
3. ↑  http://www.epo.org/about-us/epo/administrative-council/members_de.html#de
4. ↑  Pressemitteilung des Europäischen Patentamts vom 1. Januar 2011 (Memento des Originals vom 13. Januar 2011 im Internet Archive)  Info: Der Archivlink wurde automatisch eingesetzt und noch nicht geprüft. Bitte prüfe Original- und Archivlink gemäß Anleitung und entferne dann diesen Hinweis.
5. ↑  https://www.bmjv.de/SharedDocs/Artikel/DE/2018/101518_Ernst_EPA.html